# Amortyzator hydrauliczny

Amortyzator hydrauliczny – amortyzator, w którym czynnikiem roboczym jest ciecz (zwykle olej). Amortyzator hydrauliczny zbudowany jest w formie cylindra, wewnątrz którego umieszczony jest tłok z tłoczyskiem. W tłoku znajdują się otwory z zaworami. Cała przestrzeń wewnątrz cylindra wypełniona jest olejem.
Ruch tłoka tłumiony jest przez olej, który musi być przetłoczony z przestrzeni pod tłokiem nad tłok, a w ruchu powrotnym odwrotnie. Odpowiednio dobrane zawory w tłoku zapewniają zróżnicowanie siły tłumienia podczas ściskania (tzw. dobicia) i rozciągania (odbicia) amoryzatora, przy czym siła odbicia jest większa od siły dobicia.
W nowoczesnych samochodowych amortyzatorach hydraulicznych można zmieniać charakterystykę ich pracy np. poprzez zastosowanie sterowanych zaworów lub płynu magnetoreologicznego, zmieniającego swoją lepkość pod wpływem pola magnetycznego. Sterowanie realizowane jest elektronicznie w zależności od warunków jazdy samochodu.